# Glas Koncila
Glas Koncila é um jornal semanal croata, católico romano, publicado em Zagreb e distribuído em todo o país, bem como entre os croatas da Bósnia e Herzegovina e a diáspora croata.

## Histórico de publicação
O jornal (cujo título significa "Voz do Concílio") começou a ser publicado em 4 de outubro de 1962, por iniciativa dos franciscanos de Zagreb e com base em uma decisão do arcebispo de Zagreb, Franjo Šeper, como um boletim mimeografado que relatava os acontecimentos do Concílio Vaticano II. Durante a década de 1970, o jornal tinha uma tiragem de cerca de 140.000 exemplares semanais. O jornal desempenhou um papel decisivo na discussão teológica após confrontos de várias tendências teológicas pós-conciliares.
Foi impresso pela primeira vez em 29 de setembro de 1963, com o lema "A Nova Face da Igreja". A edição de Natal de 1963 foi impressa em 40.000 exemplares. A editora era a Cátedra Arquidiocesana de Zagreb e o editor-chefe era o chefe desta instituição. Foi emitido a cada duas semanas até o final de 1984. Em dezembro de 1984, o editor da publicação Živko Kustić foi investigado por disseminar "desinformação" e foi condenado a dois meses de prisão no mês seguinte.
Desde janeiro de 1985, Glas Koncila é um jornal semanal, publicado conjuntamente pelas arquidioceses de Zagreb, Split, Sarajevo, Rijeka e Zadar. De 1987 a 1991, a arquidiocese de Belgrado também foi uma das editoras. Desde 2004, a editora é novamente a Cátedra Arquidiocesana de Zagreb.

## Contribuidores notáveis
Contribuidores notáveis incluem Bonaventura Duda, Celestin Tomić, Vladimir Lončarević, Sonja Tomić, Stjepan Lice, Živko Kustić, Smiljana Rendić, Eva Kirchmayer-Bilić, Tomislav Šagi-Bunić ...